# Grande dizionario italiano dell'uso
Il Grande dizionario italiano dell'uso (anche GRADIT o GDIU) è un dizionario d'italiano dell'uso curato da Tullio De Mauro, già curatore del Dizionario della lingua italiana per il terzo millennio De Mauro, di cui è considerato l'opera maggiore.
Con poco più di 260 000 lemmi in sei volumi ed ulteriori due supplementi (2003 e 2008), vanta il più esauriente lemmario della lingua italiana dell'uso corrente, cui si accosta (per l'aspetto diacronico) il Grande dizionario della lingua italiana di Salvatore Battaglia.

## Caratteristiche
Pubblicato nel 1999, il dizionario insiste particolarmente sull'uso di ogni vocabolo, di cui si ha, quando possibile, la prima data di attestazione e la fonte.
I lemmi sono divisi in tre categorie principali, in base al loro uso:
- parole di massima frequenza (FO), che corrispondono alle 2000 che compongono il vocabolario di base
- parole ad alto uso (AU), che sono circa 2750
- parole ad alta disponibilità (AD), corrispondenti a circa 2300, le quali, sia pure meno adottate nell'uso, sono a diretto contatto con l'esperienza di ogni singola persona; perciò, di facile comprensione

Altre distinzioni:
- comuni (CO)
- d'uso tecnico-specialistico (TS)
- d'uso letterario (LE)
- straniere non adattate (ES = esotismi)
- d'uso regionale (RE)
- dialettali (DI)
- basso uso (BU)
- obsolete (OB)